# Circus Cirkus
Circus Circus är ett studioalbum av Peter LeMarc, utgivet 1983 på skivmärket Trend.

## Låtlista
1. Det handlar inte om kärlek
2. (Mer blod) På första sidan
3. Den amerikanska väninnan
4. Kom hem till baby
5. Saxofoner
6. Kom klappa min kanin
7. Vinn en week-end
8. Över alla under
9. Stilla dans i stora staden
10. Trampar på tigerns svans

## Medverkande
- Peter LeMarc (sångare, upphovsrättsman)
- Sivert Sivertsson (upphovsrättsman, "10.Trampar på tigerns svans")